# Bukit Meusara
Bukit Meusara is een bestuurslaag in het regentschap Aceh Besar van de provincie Atjeh, Indonesië. Bukit Meusara telt 1272 inwoners (volkstelling 2010).